# Spencer Averick
Spencer Averick (* 20. Jahrhundert) ist ein US-amerikanischer Filmeditor und Filmproduzent.

## Karriere
Spencer Averick wuchs in Petaluma auf, ging dort zur Highschool und besuchte die San Francisco State University, die er mit einem Bachelor verließ.
Im Filmgeschäft ist er seit 2007 als Editor tätig. Zu Beginn seiner Karriere arbeitete er an den Kurzfilmen Big Slick und Handle with Care, später auch an Dokumentationen über Kevin Hart oder auch Shaquille O’Neal. Die bekanntesten Filme, an denen Averick mitwirkte, sind das amerikanische Geschichtsdrama Selma, der Dokumentarfilm Der 13. (The 13th, 2016), und der Kinderfilm Das Zeiträtsel, alle unter der Regie von Ava DuVernay.
Für seine künstlerischen Leistungen in 13th – Averick verfasste das Drehbuch, war als Produzent sowie Editor verantwortlich – erhielt er zwei Emmys (Beste Dokumentation und Drehbuch) und einen BAFTA-Award als „bester Dokumentarfilm“. Bei der Oscarverleihung 2017 erhielt Averick in der Kategorie „bester Dokumentarfilm“ ebenfalls eine Nominierung.

## Filmografie (Auswahl)
- 2007: Big Slick (Kurzfilm)
- 2011: Kevin Hart: Laugh at My Pain (Dokumentarfilm)
- 2013: Shaquille O’Neal Presents: All Star Comedy Jam – Live from Atlanta
- 2014: Selma
- 2016: Der 13. (The 13th, Dokumentarfilm)
- 2018: Jay Z: Family Feud ft. Beyoncé (Dokumentarfilm)
- 2018: Das Zeiträtsel (A Wrinkle in Time)
- 2023: Origin